# Kansas (rivière)
Pour les articles homonymes, voir Kansas (homonymie) et Kaw.
La rivière Kansas (connue localement sous le nom de Kaw), ou Kansas River, est une rivière du nord-est de l'État du Kansas, aux États-Unis.
La rivière doit son nom à la tribu amérindienne des Kaw ou Kanza. Elle a donné par la suite son nom à l'État américain qu'elle traverse. Sous le régime français, la rivière portait le nom de rivière des Cansez.
C'est un affluent du Missouri, donc un sous-affluent du Mississippi.

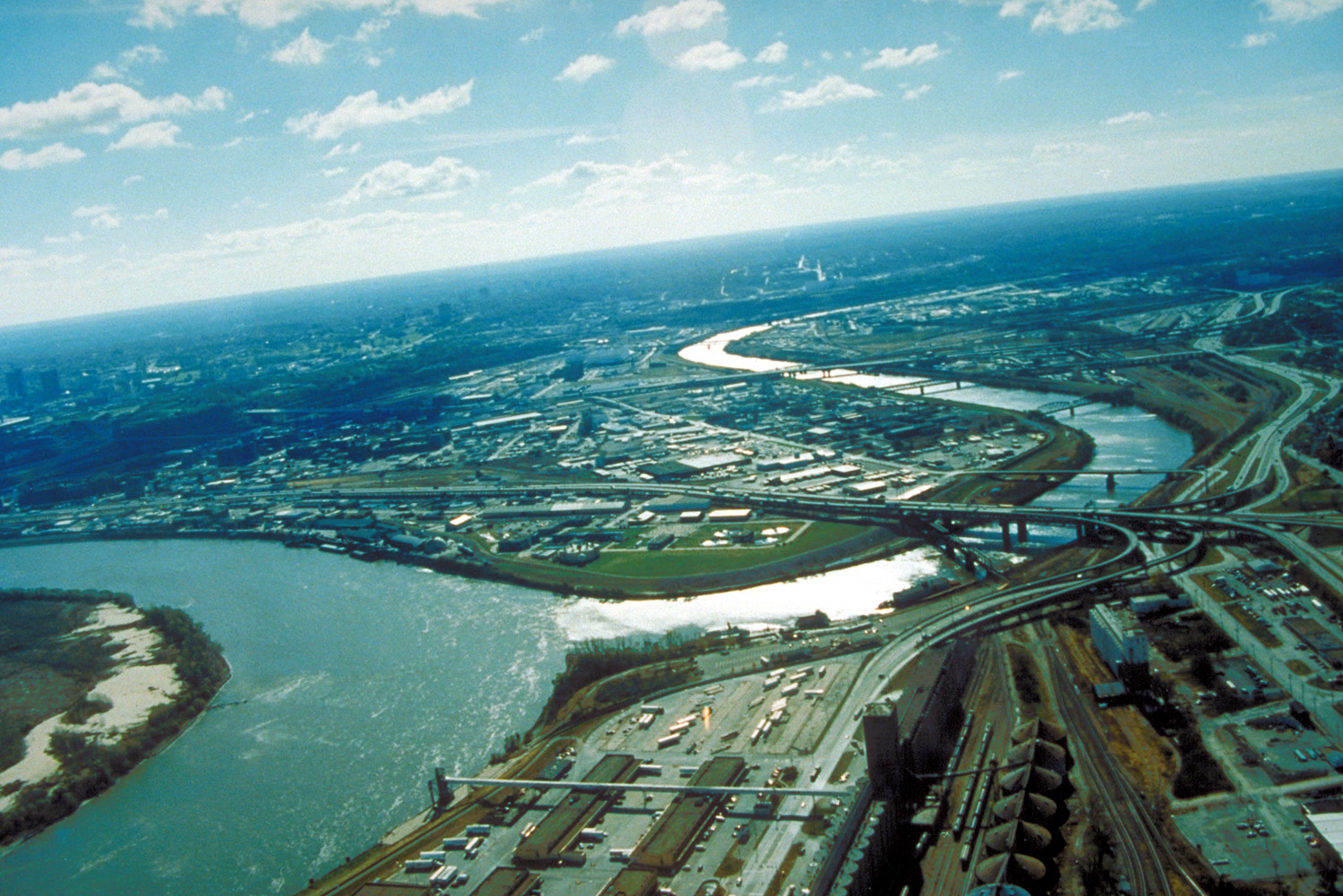
Confluence des rivières Kansas et Missouri à Kansas City.

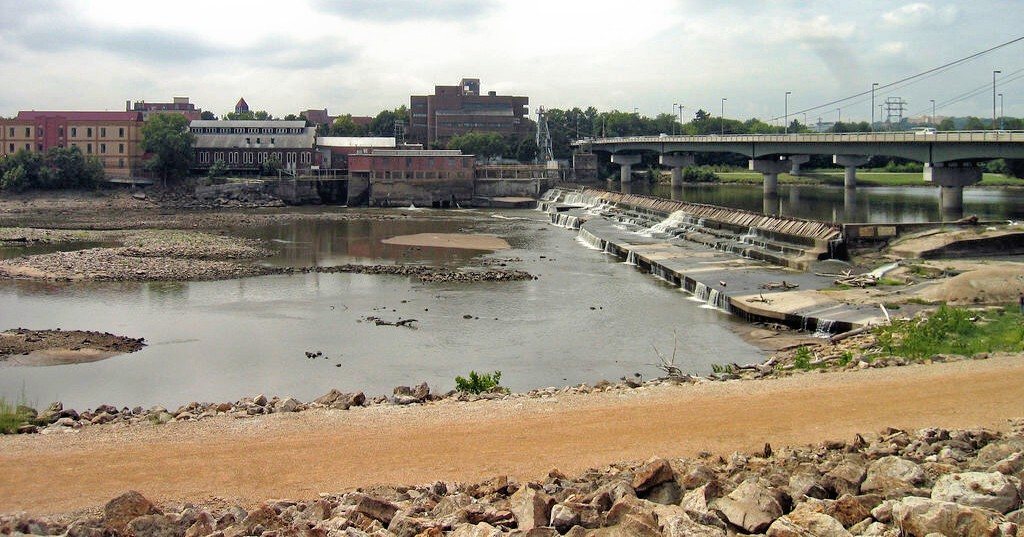
La rivière Kansas à Lawrence montrant la retenue d'eau et la station électrique durant une période de basses eaux.

## Cours
Le cours de la rivière débute au confluent des rivières Republican et Smoky Hill, situé juste à l'est de Junction City (310 m d'altitude). La rivière coule en direction de l'est et parcourt 270 km. Elle se jette dans le Missouri à Kaw Point (220 m d'altitude) à Kansas City. La Kansas River est une rivière de plaine et sa pente moyenne, égale à  38 cm/km, est faible. Elle ne perd en effet que 98 mètres d'altitude sur les 270 km de son parcours. La rivière effectue de nombreux méandres dans son lit majeur si bien que sa vallée ne mesure que 220 km de long, soit 50 km de moins que la longueur totale de la rivière. Son principal affluent est la rivière Big Blue. La rivière coule généralement librement alors que la plupart de ses affluents ont leur cours barré par des barrages pour contrôler leur débit. Son cours n'est interrompu que par un seul barrage hydroélectrique et quelques déversoirs.

## Bassin versant
La rivière Kansas draine une superficie de 89 155 km2 au Kansas, de 43 812 km2 au Nebraska, et de 2 227 km2 au Colorado, soit un total de 155 694 km2. En additionnant les longueurs de la rivière Republican et de la rivière Kansas, on obtient un cours d'eau long de 1 196 km, qui en fait la 21e plus longue rivière des États-Unis. Les plus hautes sources se trouvent à une altitude de 1 800 m, à proximité de la ville de Limon dans le Colorado. La plus grande partie du bassin hydrographique appartient à la région des Grandes Plaines au climat semi-aride. La rivière est l'une des plus polluées des États-Unis en raison de la faible profondeur de ses eaux, des grandes quantités de limons que charrient celles-ci, des terrains de faible pente qu'elle draine et de la proximité de centres industriels.

## Géologie
La rivière Kansas coule dans une région située près du centre de la plaque nord-américaine, non exposée à des mouvements tectoniques importants dans des temps géologiques récents. La rivière traverse des strates de calcaire et d'argile restées quasi intactes depuis leur dépôt au fond de la Voie maritime intérieure de l'Ouest. Les roches exposées par la rivière deviennent d'âge de plus en plus élevé lorsque l'on se dirige vers l'aval. En effet l'érosion a été plus intense vers l'aval et les strates sont légèrement inclinées vers l'ouest.

## Débit
Le débit de la rivière Kansas a été mesuré de façon continue depuis 1917 à De Soto, dans l'État du Kansas, à proximité de son exutoire. La rivière y draine une surface de 154 648 km2 et son débit moyen y est de 207 m3/s. On en déduit que la tranche d'eau écoulée annuellement dans son bassin est de 42 mm, valeur faible liée à l'aridité des zones drainées situées en grande partie dans les plaines centrales à l'ouest du 100e méridien ainsi qu'à la faiblesse des pentes moyennes. La rivière connait un pic de son débit au mois de juin, période ou les violents orages sont les plus fréquents. Le débit record a été mesuré le 27 juillet 1993, lors de l'inondation de 1993. Le débit de la rivière a alors atteint la valeur de 4 800 m3/s.